# توم باريت (لاعب هوكي الجليد)
توم باريت هو لاعب هوكي الجليد كندي، ولد في 13 مايو 1975 في كندا، وتوفي في 1996.

## وصلات خارجية
- توم باريت على موقع HockeyDB.com (الإنجليزية)